# Cupido lunulatus
Cupido lunulatus is een vlinder uit de familie van de Lycaenidae. De wetenschappelijke naam van de soort is voor het eerst geldig gepubliceerd in 1788 door Gmelin.